# Arience
M/Y Arience, tidigare namn Excellence V, är en superyacht som är tillverkad av Abeking & Rasmussen i Tyskland. Den levererades 2012 till Herb Chambers, en amerikansk affärsman. 2019 sålde Chambers yachten för €69,5 miljoner. Arience designades både exteriört och interiört av Reymond Langton Design. Superyachten är 60 meter lång och har kapacitet att ha tolv passagerare fördelat på sex hytter. Den har också plats för 17 besättningsmän.